# 나라 다쓰키
나라 다쓰키(일본어: 奈良 竜樹, 1993년 9월 19일 ~ )는 일본의 축구 선수이다. 현재 J1리그의 아비스파 후쿠오카에서 뛰고 있다.

## 구단 경력
그는 2011년부터 J리그의 콘사돌레 삿포로, FC 도쿄, 가와사키 프론탈레, 가시마 앤틀러스, 아비스파 후쿠오카에서 뛰었다.

## 국가대표팀 경력
그는 2013년 AFC U-22 축구 선수권 대회에 참가할 일본 국가대표팀에 발탁되었다. 2016년 AFC U-23 축구 선수권 대회에도 출전, 우승에 기여했다.